# 1133

## Догађаји
- Пролеће – Немачке експедиционе снаге, предвођене краљем Лотаром III, марширају у северну Италију и стижу у Рим, након шестомесечног путовања преко Алпа. У пратњи Бернарда од Клервоа, француског опата и црквеног доктора, Лотар је крунисан од стране папе Иноћентија II за цара Светог римског царства у Латеранском храму, 4. јуна. Добија као папске феуде огромне поседе Матилде, бивше маркгрофице Тоскане, које обезбеђује за своју ћерку Гертруду од Шиплингенбурга и њеног мужа, војводу Хенрика X (Поносног) од Баварске.
- 17. јул – Битка код Фраге: Кастеланске трупе предвођене краљем Алфонсом I  побеђују војску Алморавида, захваљујући благовременој интервенцији норманске крсташке војске из Тарагоне, коју је предводио Роберт Борде. Рамон Беренгер IV, гроф од Барселоне, покреће напад на територије које су држали Алморавиди у Ал-Андалузу (данашња Шпанија) и пљачка земљу све до Кадиза.
- Антипапа Анаклет II тера Иноћентија II да напусти Рим након одласка Лотара III. Иноћентије бежи и бродом одлази у Пизу.
- Џефри од Монмута, енглески свештеник, пише хронику „Historia Regum Britanniae“.

## Рођења
- 5. март — Хенри II, енглески краљ (†1189)